# Phúc Trìu
Phúc Trìu là một xã thuộc thành phố Thái Nguyên, tỉnh Thái Nguyên, Việt Nam.

## Địa lý
Xã Phúc Trìu nằm ở phía tây thành phố Thái Nguyên, có vị trí địa lý:
- Phía đông giáp xã Quyết Thắng và xã Thịnh Đức
- Phía tây giáp thành phố Phổ Yên
- Phía nam giáp thành phố Phổ Yên và xã Tân Cương
- Phía bắc giáp xã Phúc Xuân.

Xã Phúc Trìu có diện tích 18,92 km², dân số năm 1999 là 4.963 người, mật độ dân số đạt 262 người/km².
Xã có tuyến tỉnh lộ 261 chạy qua và có đường nối với tuyến tỉnh lộ 261 tại xã Phúc Xuân. Trên địa bàn Phúc Trìu có đập chính của hồ Núi Cốc và có dòng chính của sông Công chảy qua. Ngoài ra, một số hệ thống thủy lợi từ hồ Núi Cốc cũng đi qua địa bàn của xã.

## Lịch sử
Sau năm 1975, Phúc Trìu là một xã thuộc huyện Đồng Hỷ.
Ngày 1 tháng 10 năm 1983, tách xóm Yên Ninh của xã Phúc Trìu để sáp nhập với xã Phúc Thọ (huyện Đại Từ) và một số xóm khác thành xã Phúc Tân thuộc huyện Đồng Hỷ.
Ngày 2 tháng 4 năm 1985, Hội đồng Bộ trưởng ban hành quyết định số 102-HĐBT sáp nhập xã Phúc Trìu vào thành phố Thái Nguyên.
Đến năm 2019, xã Phúc Trìu được chia thành 15 xóm: Rừng Chùa, Thanh Phong, Đồng Nội, xóm Chợ, Nhà thờ, Lai Thành, Cây Re, Khuôn 1, Khuôn 2, Phúc Thuần, Đồi Chè, Đá Dựng, Soi Mít, Phúc Tiến, Hồng Phúc.
Ngày 11 tháng 12 năm 2019, sáp nhập xóm Thanh Phong vào xóm Rừng Chùa, sáp nhập hai xóm Khuôn 1 và Khuôn 2 thành xóm Khuôn, sáp nhập hai xóm Lai Thành và Cây Re thành xóm Phúc Thành, sáp nhập xóm Đồi Chè và xóm Đá Dựng thành xóm Chè, sáp nhập xóm Hồng Phúc vào xóm Phúc Tiến.

## Hành chính
Xã Phúc Trìu được chia thành 10 xóm: Chè, Chợ, Đồng Nội, Khuôn, Nhà Thờ, Phúc Thành, Phúc Thuần, Phúc Tiến, Rừng Chùa, Soi Mít.